# Estobeo

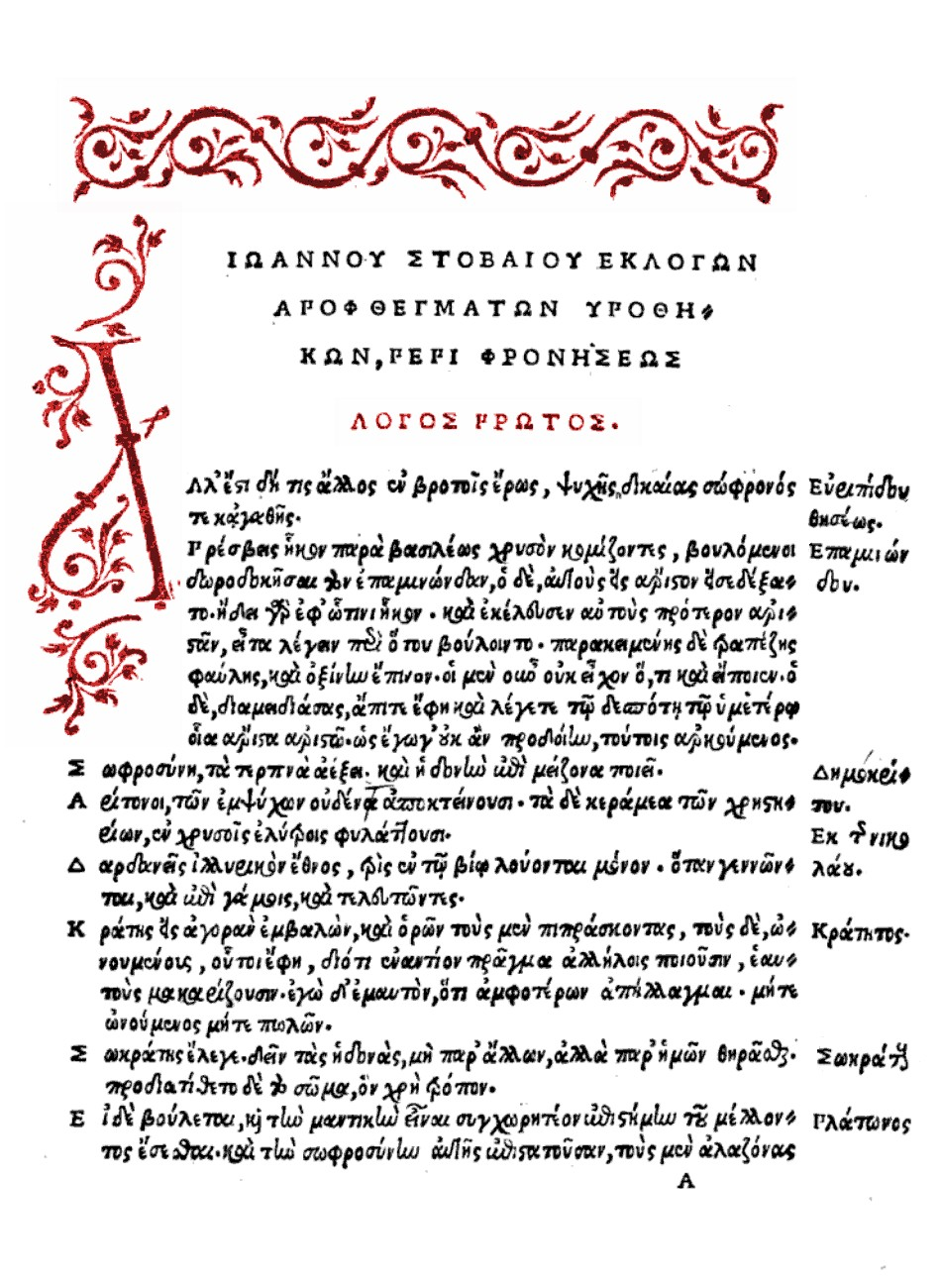
Primera página de la edición de 1536, obra de Vittore Trincavelli (1496 – 1568).

Ioannes Stobaeus (griego Ἰωάννης ὁ Στοβαῖος), o Juan de Stobi o Estobeo (Stoboi, actual Istip, al norte de la provincia romana de Macedonia, siglo V - VI d. C.), doxógrafo neoplatónico.

## Obra
Realizó la más amplia antología o florilegio de textos literarios de la antigüedad griega que se ha conservado, alrededor de quinientos autores, con un criterio predominantemente moral y filosófico. Llevaba por título Antología de extractos, sentencias y preceptos. En ella predominan fundamentalmente dos géneros: el dramático (sobre todo Eurípides y Menandro) y el filosófico (sobre todo Platón). La obra va dirigida a su hijo Septimio con una intención didáctica similar a la que luego tendrán los libros medievales de educación de príncipes. Además de doctrinas filosóficas y listas de frases literarias célebres escogidas, la Antología contiene también un rico filón de informaciones sobre instituciones políticas, leyes, costumbres populares, refranes, oráculos y aforismos, de notable influencia sobre los florilegios bizantinos y, en general, la literatura posterior. El orden de la obra está concebido de forma artística: la ordenación antitética de capítulos y
la sucesión de selecciones poéticas y en prosa procuran variedad a la antología, existiendo un verdadero tempo en el arte con que las excerptae están escogidas y ordenadas.
En cuanto a las fuentes de Estobeo, se ha insistido en la importancia del doxógrafo Aecio y de su Aetii Placita, derivada de las Vetusta Placita, obra doxográfica doctrinal redactada a mediados del siglo I a. C. por un discípulo de Posidonio, basada en De las opiniones de los físicos de Teofrasto . Pero también tuvo su importancia Crisipo; sin embargo los florilegios debían ser entonces moneda corriente y cada escuela filosófica debía poseer uno o varios. 
La obra se partió en dos obras distintas: la conocida como Eclogae physicae, dialecticae et ethicae y los Sermones o Sentencias.
La primera edición de las Eclogae o Extractos es la grecolatina de G. Canter, Amberes, 1575, reimpresa con las Sentencias por Fr. Favre, Ginebra, 1609. La edición de Canter fue realizada a partir de un manuscrito defectuoso y con muchas lagunas; M. Tychsen, profesor de Gotinga, descubrió en El Escorial un manuscrito en buenas condiciones que fue la base, junto a otros manuscritos encontrados en la Ciudad del Vaticano, Nápoles, Milán y París,
Las Collectiones sententiarum son publicadas por primera vez por Víctor Trincavelli, Venecia, 1536. Conrad Gesner realiza tres ediciones con el título Joannis Stobæi Sententiæ: Zúrich, 1543; Basilea, 1594 (para esta edición se utilizó un manuscrito prestado por Diego Hurtado de Mendoza, embajador de España en Venecia); Zúrich 1559. Con el título Sententiæ ex thesauris Graecorum delectæ aparece la de Favrede 1609. Ediciones posteriores: Florilegium
La primera noticia de la Antología procede de Focio (hacia el 850) que la describe en su Biblioteca. Gracias a Estobeo se han podido recuperar algunos pasajes importantes perdidos de los presocráticos atomistas Leucipo y Demócrito, así como reconstruir con alguna fidelidad itinerario y asunto de gran parte de los manuscritos perdidos de la antigüedad.